# Faculdade de Filosofia e Ciências Humanas da Universidade Federal da Bahia
A Faculdade de Filosofia e Ciências Humanas da Universidade Federal da Bahia (FFCH-UFBA) é uma unidade de ensino, pesquisa e extensão universitária sediada nas Unidades de São Lázaro do Campus Federação/Ondina da Universidade Federal da Bahia. A Faculdade dispõe de cursos de graduação e pós-graduação divididos entre sete departamentos: Antropologia, Ciência Política, Estudos de Gênero e Diversidade, Filosofia, História, Museologia e Sociologia.

## História

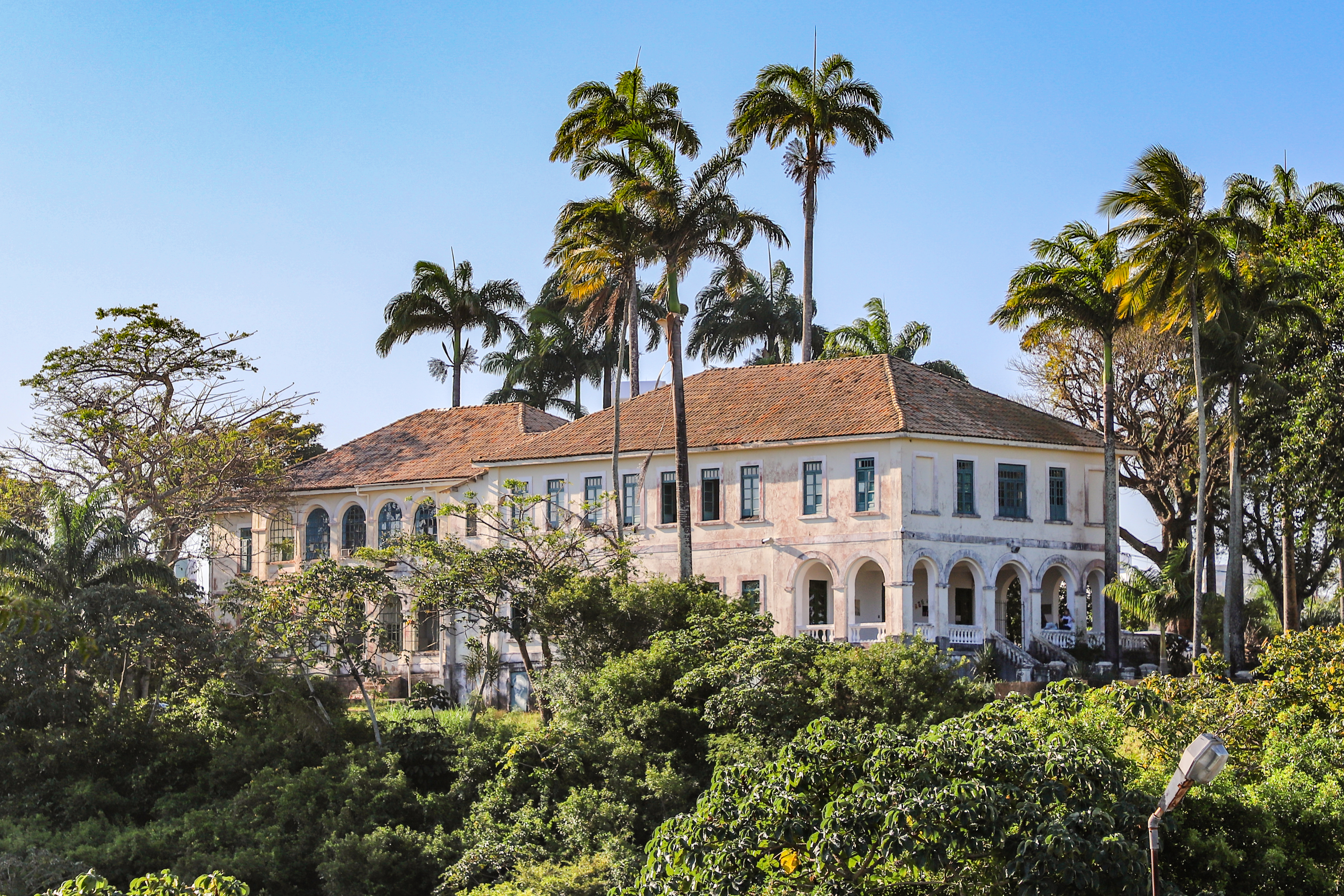
Sede da Faculdade de Filosofia e Ciências Humanas, o Casarão do Alto de São Lázaro, 2018

A Faculdade de Filosofia da Bahia foi fundada em 13 de junho de 1941 pelo Prof. Isaías Alves, através da Liga de Educação Cívica, na Avenida Joana Angélica, em Salvador. À época, a instituição estava estruturada em 4 seções (Filosofia, Ciências, Letras e Pedagogia) e oferecia 12 cursos de licenciatura e bacharelado. A mesma também era referenciada como "Faculdade de Filosofia, Letras e Ciências". Abaixo, trecho da ata de fundação da instituição:
A Faculdade de Filosofia da Bahia, com sede na Cidade do Salvador, é uma sociedade civil, sem fim lucrativo, organizada para manter um instituto de ensino superior de ciências, letras e filosofia, que terá a mesma denominação da instituição mantenedora.
Em 1946, a Faculdade de Filosofia da Bahia se une à Faculdade de Medicina da Bahia, Faculdade de Direito da Bahia, Escola Politécnica da Bahia e à Faculdade de Ciências Econômicas e, juntas, formam a Universidade da Bahia. Em 1950, ocorre a federalização da Universidade, tornando-a "Universidade Federal da Bahia", e, no que se sucede, em 1956, o curso de História e Geografia, que até o momento formavam apenas um curso, são separados. Em 1968, no contexto da Ditadura Militar de 1964, acontece a reforma universitária.

### Reforma Universitária de 1968

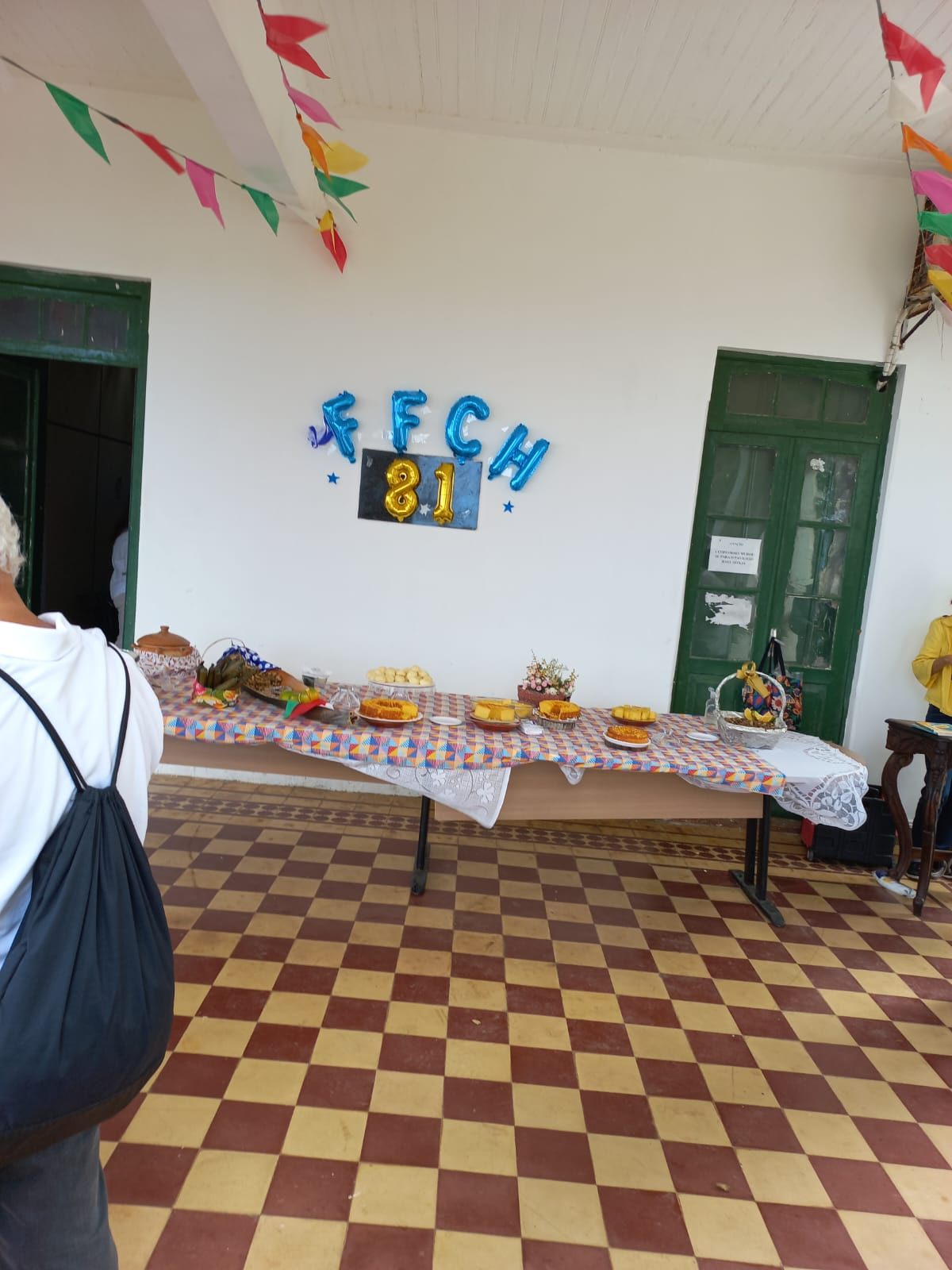
Aniversário em tema junino de 81 anos da Faculdade de Filosofia e Ciências Humanas da UFBA, em 2022. Na ocasião, o então reitor João Carlos Salles lançou seu livro "Ernst Cassirer e o Nazismo - e Outros Textos Sobre a Proximidade do Mal"

Em 1968, o governo militar impõe a reforma universitária e os institutos e faculdades de ciências humanas foram os principais alvos. Na Universidade Federal da Bahia, a reforma se deu pelo Decreto nº 62.241 de 8 de Fevereiro de 1968, sancionado pelo ditador Artur Costa e Silva. No que se sucede, com a implantação do Decreto de 1968, em 1970, a então Faculdade de Filosofia, Letras e Ciências perde os cursos de Matemática, Geografia, Letras e Jornalismo, e passa a ser nomeada com nome atual, "Faculdade de Filosofia e Ciências Humanas". Por consequência, a mesma é movida para o prédio da Faculdade de Medicina da Bahia, localizado no Terreiro de Jesus, e, por fim, a responsabilidade sobre a organização pedagógica da Universidade Federal da Bahia, que era feita pela Faculdade de Filosofia, é transferida para a Faculdade Educação, fundada pela própria Ditadura em 1968.

Em 1974, a Faculdade de Filosofia e Ciências Humanas começa a ser movida para o Campus Federação/Ondina, alocada no Casarão do São Lázaro, uma edificação antiga e relativamente afastada, onde já havia funcionado um convento, local em que está até hoje. A mudança ocorre em definitivo dois anos depois, em 1976.

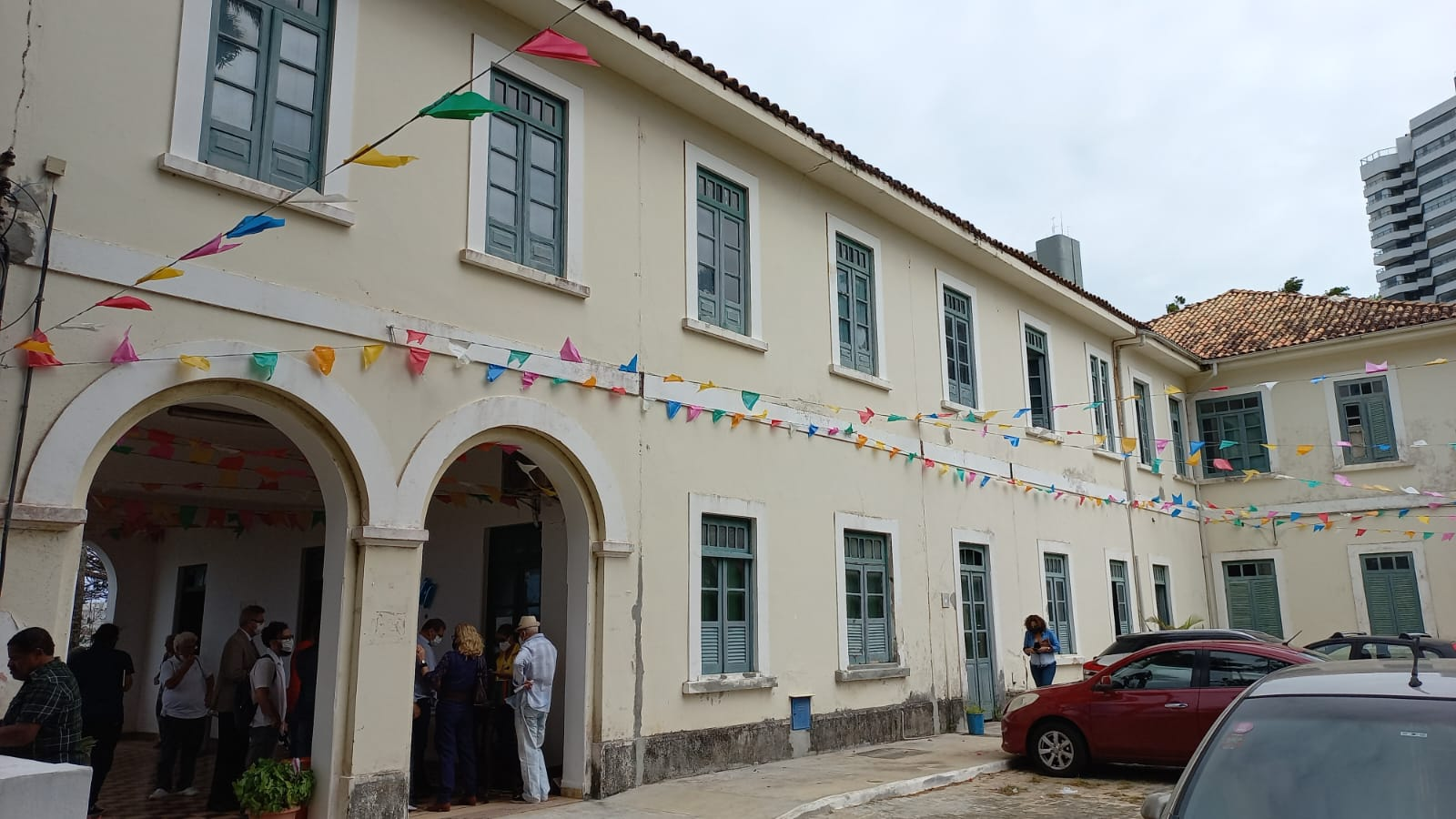
Vista externa da sede da FFCH, o Casarão do Alto de São Lázaro em 2022, no aniversário de 81 anos da Faculdade de Filosofia e Ciências Humanas

### Unidades de São Lázaro
As Unidades de São Lázaro, referida erroneamente como Campus de São Lázaro, estão localizadas no Campus Federação/Ondina da UFBA, num dos pontos mais altos do bairro da Federação, com vista ao Oceano Atlântico. Durante o século XIX, o local pertencia a João Francisco de Almeida Silva e abrigava a Fazenda Santa Ângela, formada pela Capela São Gonçalo, que já não existe mais, e pelo Casarão do Alto de São Lázaro, também conhecido como Casarão da Estrada de São Lázaro. No início do século XX, João Francisco de Almeida Silva muda-se para Santo Antônio de Jesus e o Casarão passa a abrigar o Noviciado das Ursulinas das Mercês. Em 1950, o Ministério da Educação compra o Casarão para abrigar Instituto Nacional de Estudos Pedagógicos, que funciona até 1974, quando o Instituto é fechado e a Faculdade de Filosofia e Ciências Humanas inicia sua mudança para o local, onde funciona até os dias de hoje.

## Administração

### Diretores da FFCH
A FFCH-UFBA teve os seguintes dirigentes:
| nº | Diretor(a)                                    | Departamento de origem | Vice-Diretor(a)                   | período     |
| 1  | Isaías Alves de Almeida                       | ignorado               | ignorado                          | 1941 - 1958 |
| 2  | Aristides da Silva Gomes                      | ignorado               | ignorado                          | 1959 - 1964 |
| 3  | Thales de Azevedo                             | ignorado               | ignorado                          | 1964 - 1968 |
| 4  | Joaquim Batista Neves                         | Ciências sociais       | ignorado                          | 1970 - 1974 |
| 5  | José Calasans                                 | História               | Eduardo Saback Dias de Morais     | 1974 - 1975 |
| 6  | Eduardo Saback Dias de Morais                 | Psicologia             | Ruy Simões                        | 1976 - 1980 |
| 7  | Ruy Simões                                    | Filosofia              | ignorado                          | 1980 - 1984 |
| 8  | Mario Henrique Soares Nascimento              | Psicologia             | ignorado                          | 1984 - 1988 |
| 9  | Ubirajara Dórea Rebouças                      | Filosofia              | ignorado                          | 1989 - 19?  |
| 10 | Adroaldo Medrado                              | ignorado               | Tereza Cristina Álvares de Aragão | 19? - 1995  |
| 11 | Tereza Cristina Álvares de Aragão             | ignorado               | não aplicável                     | 1995 - 19?  |
| 12 | Antônio Fernando Guerreiro Moreira de Freitas | História               | ignorado                          | 2001 - 2005 |
| 13 | Lina Maria Brandão da Aras                    | História               | ignorado                          | 2005 - 2009 |
| 14 | João Carlos Salles Pires da Silva             | Filosofia              | Maria Victória Espiñeira González | 2009 - 2014 |
| 15 | Maria Hilda Baqueiro Paraíso                  | Antropologia           | Iole Vanim Macedo                 | 2015 - 2024 |
| 16 | Marcelo Moura Mello                           | Antropologia           | Mariana Thorstensen Possas        | 2024 - 2028 |

## Professores ealumninotáveis

### Professorado
| Professor(a)                        | Departamento                        | Informações importantes | Referência                                |
| ----------------------------------- | ----------------------------------- | --- | ----------------------------------------- |
| Antônio Luís Machado Neto           | Sociologia                          | Advogado, jurista e escritor. Professor do Departamento de Direito Público da Universidade de Brasília | [ 21 ]                                    |
| Carlos Etchevarne                   | Arqueologia                         | Formado em arqueologia pela Universidade Nacional de Rosário, venceu em 2006 o prêmio Clarival do Prado Valladares | [ 22 ]                                    |
| Cid Teixeira                        | História                            | Advogado e diretor da Fundação Gregório de Mattos | [ 23 ]                                    |
| Consuelo Pondé de Sena              | Antropologia e Etnologia e História | Membra da Academia de Letras da Bahia e presidente do Instituto Geográfico e Histórico da Bahia por cinco mandatos | [ 24 ]                                    |
| Graça Druck                         | Sociologia                          | Economista | [ 25 ]                                    |
| Isaías Alves                        | Não se aplica                       | Fundador e diretor da Faculdade, membro do Conselho Nacional de Educação, secretário de Educação e Saúde da Bahia, imortal da Academia de Letras da Bahia, autor de, pelo menos, 17 livros | [ 26 ] [ 27 ] [ 28 ] [ 29 ] [ 30 ] [ 31 ] |
| João Carlos Salles Pires da Silva   | Filosofia                           | Reitor da Universidade Federal da Bahia entre 2014 e 2022. Consagrado com a Medalha Thomé de Souza | [ 32 ]                                    |
| João José Reis                      | História                            | Um dos mais importantes historiadores do Brasil, vencedor dos prêmios Jabuti, Casa de las Américas e Machado de Assis | [ 33 ] [ 34 ]                             |
| José Calasans                       | História e Antropologia e Etnologia | Diretor e vice-diretor da Faculdade, diretor do Departamento Social de Vida Universitária, chefe do Departamento de História | [ 35 ] [ 36 ]                             |
| José Wanderley de Araújo Pinho      | História                            | Advogado, prefeito de Salvador, deputado federal, presidente de honra do Instituto Geográfico e Histórico da Bahia, ocupou a Cadeira 1 da Academia de Letras da Bahia e responsável pelo projeto de lei que criou o Instituto do Patrimônio Histórico e Artístico Nacional                                             | [ 37 ] [ 38 ]                             |
| Kátia Mytilineou de Queirós Mattoso | História                            | Premiada historiadora grego-brasileira formada pela Universidade de Lausanne, teve em vida, pelo menos 14 condecorações, medalhas e títulos | [ 39 ]                                    |
| Luís Henrique Dias Tavares          | História                            | Escritor brasileiro, imortal da Academia de Letras da Bahia | [ 40 ]                                    |
| Luís Nicolau Parés                  | Antropologia e Etnologia            | Hispano-brasileiro, doutor pela pela Universidade de Londres, coordena o site Práticas religiosas na Costa da Mina | [ 41 ] [ 42 ]                             |
| Luís Viana Filho                    | História                            | Governador da Bahia, senador, presidente do Senado Federal, deputado federal, ministro da Justiça, dos Negócios Interiores e da Casa Civil e advogado, foi agraciado com diferentes condecorações, como a Ordem de Mérito de Portugal e a Ordem do Ipiranga                                                            | [ 43 ]                                    |
| Luiz Mott                           | Antropologia e Etnologia            | Ativista LGBT, atuou em defesa dos direitos sexuais durante a Ditadura Militar, período em que fundou o Grupo Gay da Bahia. Atualmente, aposentando, é considerando o 379º gay mais influente do mundo | [ 44 ] [ 45 ] [ 46 ]                      |
| Mary Garcia Castro                  | Departamento de Sociologia          | Vencedora do Diploma Bertha Lutz em 2015, foi afastada da docência na UFBA pela Ditadura Militar em 1978. Reintegrada, por anistia, em 1987. Foi pesquisadora associada da Universidade Estadual de Campinas e da Universidade Católica de Salvador                                                                    | [ 47 ]                                    |
| Nancy Mangabeira Unger              | Filosofia                           | Brasileira-estadunidense, neta do governador da Bahia Otávio Mangabeira, foi vice-presidente do Diretório Acadêmico da Filosofia da Universidade do Brasil. Em razão de sua militância, foi impedida de se formar pela Ditadura, tendo sido presa e exilada. Em 2014, venceu o Prêmio Jaime Wright de Direitos Humanos | [ 48 ] [ 49 ] [ 50 ]                      |
| Ordep Serra                         | Antropologia e Etnologia            | Escritor premiado, estagiou na École des Hautes Études en Sciences Sociales, a convite de Jean-Pierre Vernant | [ 51 ]                                    |
| Roberto Albergaria                  | Antropologia e Etnologia            | Conhecido polemista, doutor pela Universidade Paris VII, foi preso pela Ditadura Militar por integrar o movimento estudantil | [ 52 ]                                    |
| Wlamyra Ribeiro Albuquerque         | História                            | Vencedora do Prêmio Jabuti, é atualmente superintendente de relações internacionais da UFBA e membra do Comitê Assessor da área de História do Conselho Nacional de Desenvolvimento Científico e Tecnológico | [ 53 ]                                    |

### Alumni
Ao longo de sua história, a Faculdade de Filosofia e Ciências Humanas da UFBA abrigou uma vastidão de diferentes pessoas que se tornaram diferentes membros da sociedade civil, política ou referências em suas respectivas áreas. A lista abaixo traz alguns dos nomes que passaram pela Unidade Universitária, mas não necessariamente se formaram, como é o caso do ministro Rui Costa, ex-governador da Bahia.
| Alumnus                      | Curso na FFCH-UFBA                                     | Informações importantes | Referência                         |
| ---------------------------- | ------------------------------------------------------ | --- | ---------------------------------- |
| Afonso Florence              | Graduação em história                                  | Deputado federal desde 2011 e secretário da Casa Civil da Bahia desde 2023, foi secretário de Desenvolvimento Urbano da Bahia e ministro do Desenvolvimento Agrário do Brasil entre janeiro de 2011 e março de 2013, além professor da Universidade Católica do Salvador | [ 55 ] [ 56 ] [ 57 ] [ 58 ] [ 59 ] |
| Antonio Risério              | Mestrado em antropologia                               | Escritor, gestor cultural e polemista, foi perseguido e preso pela Ditadura Militar de 1964 | [ 60 ]                             |
| Caetano Veloso               | Graduação em filosofia                                 | Cantor, escritor e arranjador, considerado um dos maiores nomes da música brasileira | [ 61 ]                             |
| Carlos Nelson Coutinho       | Graduação em filosofia                                 | Escritor, tradutor, militante do PCB e professor emérito da Universidade Federal do Rio de Janeiro | [ 62 ] [ 63 ]                      |
| Heron Gordilho               | Mestrado em ciências sociais                           | Jurista, ativista pelos direitos dos animais, promotor de justiça e primeiro professor titular negro da Faculdade de Direito da Universidade Federal da Bahia | [ 64 ] [ 65 ]                      |
| Hilton Coelho                | Graduação e mestrado em história                       | Deputado estadual da Bahia, sindicalista, ativista e foi vereador de Salvador | [ 66 ]                             |
| Josildeth Gomes Consorte     | Graduação em geografia e história                      | Professora emérita da Pontifícia Universidade Católica de São Paulo | [ 67 ] [ 68 ]                      |
| Luciana da Cruz Brito        | Graduação em história                                  | Professora da Universidade Federal do Recôncavo da Bahia e vencedora do Prêmio Thomas Skidmore de 2018 | [ 69 ] [ 70 ] [ 71 ]               |
| Luiza Bairros                | Mestrado em ciências sociais                           | Ministra-chefe da Secretária de Políticas de Promoção da Igualdade Racial do Brasil entre 2011 e 2015 | [ 72 ]                             |
| Maria da Conceição Ouro Reis | Graduação em letras neolatinas                         | Psicanalista, escritora de mais de 40 livros e professora em diferentes instituições, destacando-se a Universidade Federal de Sergipe, onde se aposentou e foi uma das fundadoras do Colégio de Aplicação. Entre seus prêmios e títulos, destacam-se o de Educadora do Ano de 1992 pelo Sindicato dos Professores de Sergipe, a Placa Comemorativa do 46º aniversário da Secretaria da Educação de Sergipe, a Placa da Independência pela Secretaria de Educação de Sergipe pelos serviços prestados à Educação e o Troféu Falcão de Ouro, entregue na III Bienal do Livro em Itabaiana. | [ 73 ] [ 74 ] [ 75 ]               |
| Mary Garcia Castro           | Graduação em ciências sociais e mestrado em sociologia | Vencedora do Diploma Bertha Lutz em 2015, foi professora da FFCH afastada da docência pela Ditadura Militar em 1978. Reintegrada, por anistia, em 1987. Também atuou como pesquisadora associada da Universidade Estadual de Campinas e da Universidade Católica de Salvador | [ 47 ]                             |
| Martha Vasconcellos          | Graduação em psicologia                                | Miss Universo 1968, foi a segunda e última brasileira a conquistar a coroada para tal título ao vencer 64 candidatas | [ 76 ] [ 77 ]                      |
| Rui Costa                    | Graduação em ciências sociais                          | Ingressou mas não concluiu, formando-se em Economia através da Faculdade de Ciências Econômicas da UFBA | [ 54 ]                             |
| Tiganá Santana               | Graduação em filosofia                                 | Cantor, compositor, violonista, poeta, inventor do violão-tambor e professor do Instituto de Humanidades, Artes e Ciências Prof. Milton Santos da UFBA | [ 78 ] [ 79 ]                      |